# ام‌وی ماریا
ام‌وی ماریا (به انگلیسی: MV Mariam) یک کشتی است که طول آن ۲۹٫۰۰ متر (۹۵ فوت ۲ اینچ) می‌باشد. این کشتی در سال ۱۹۸۲ ساخته شد.